# Gré Brouwenstijn

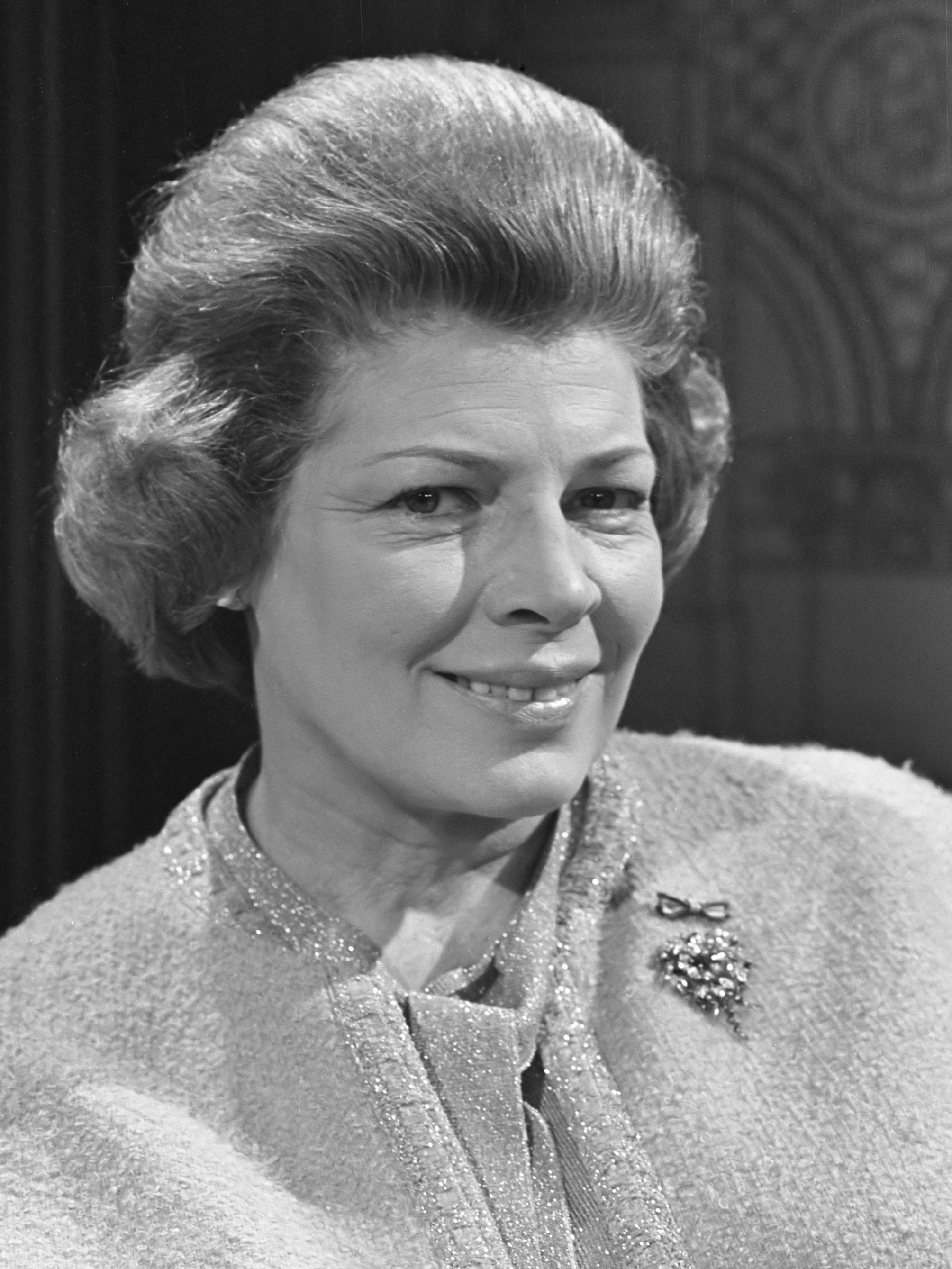
Gré Brouwenstijn (1968)

Gré Brouwenstijn, nata Gerda Demphina, (Den Helder, 26 agosto 1915 – Amsterdam, 14 dicembre 1999), è stata un soprano olandese, la cui carriera teatrale si è protratta dai primi anni '40 alla metà degli anni '70.

## Biografia
Studiò canto all'Amsterdam Muzieklyceum, con Jaap Stroomenbergh, Boris Pelsky e Ruth Horna. Fece il debutto operistico nel 1940 come Prima dama ne Il flauto magico. Divenne quindi membro dell'Hilversum Radio Choir, esibendosi successivamente come solista in trasmissioni operistiche. Nel 1946 si unì alla De Nationale Opera, dove fece il suo debutto come Giulietta in I racconti di Hoffmann.
Nel 1949 la Brouwenstijn debuttò all'Holland Festival come Leonora ne Il trovatore, che fu l'inizio di una lunga collaborazione. Negli anni successivi interpretò Reiza (Oberon), Jenůfa, Amelia, Donna Anna, Desdemona, la Contessa, Tatyana, Leonora (La forza del destino), Senta, Iphigénie (Iphigénie en Tauride) e Leonore (Fidelio) al Festival .
Nel 1951 debuttò alla Royal Opera House, Covent Garden come Aida (in inglese), diretta da Sir John Barbirolli. Il suo debutto a Berlino nel 1954 provocò "qualcosa di sensazionale"; la critica elogiò il suo "fraseggio nell'opera italiana". Nel 1955, sotto Rafael Kubelík, cantò Desdemona. Nel 1958 canta Elisabetta in una famosa produzione del Don Carlos con la regia di Luchino Visconti e diretta da Carlo Maria Giulini. Nel 1958 cantò Leonore al Teatro Colón in una produzione di Fidelio diretta da Thomas Beecham.
Dal 1954 al 1956 apparve a Bayreuth, come Elisabeth, Freia, Sieglinde, Gutrune ed Eva. Interpretò anche i ruoli wagneriani di Senta ed Elsa, ma mai a Bayreuth a causa di una rottura nel 1957 con la famiglia Wagner.
I ruoli della Brouwenstijn a La Monnaie a Bruxelles furono Chrysothemis in Elettra, la Marschallin in Der Rosenkavalier, Elisabeth in Tannhäuser e Sieglinde in La Valchiria. All'Opera di Parigi apparve come Leonore in Fidelio nel 1955 ed Elisabeth in Don Carlos nel 1960. Nel 1959 fece il suo debutto americano come Jenůfa all'Opera di Chicago.
Diede l'addio alle scene cantando Leonore con l'Opera olandese nel 1971.
La Brouwenstijn è stata soprattutto associata al ruolo di Leonore in Fidelio di Beethoven. Considerata una delle migliori Leonore del suo tempo, ha interpretato il ruolo con grande successo alla Wiener Staatsoper, all'Opera di Parigi, a Stoccarda, Berlino, Amsterdam, Buenos Aires, Londra e Glyndebourne.
Si sposò due volte; dal 1948 al 1953 con il tenore Jan van Mantgem e dal 1954 fino alla sua morte con l'ex tennista e medico televisivo Hans van Swol. Gré Brouwenstijn morì nel 1999 all'età di 84 anni ad Amsterdam, dove è sepolta nel cimitero Zorgvlied.

## Incisioni
Delle registrazioni di opere pubblicate, molte sono tratte da esecuzioni dal vivo; le sue registrazioni in studio comprendono Un ballo in maschera (estratti), Der Freischütz (estratti), Tiefland e La Valchiria, oltre alla Nona Sinfonia di Beethoven con la Berliner Philharmoniker diretta da André Cluytens. Tove in Gurre-Lieder è conservato come parte di uno spettacolo di Edimburgo nel 1961 sotto Leopold Stokowski.

## Citazione
Il critico musicale olandese Paul Korenhof ha scritto della Brouwenstijn:
Le sue doti erano ancora più evidenti in ruoli apparentemente passivi come le due Leonore di Verdi (Il Trovatore e La Forza del destino) e Desdemona. Quando Gré Brouwenstijn cantava questi ruoli, era più di un soprano che cantava magnificamente le sue arie, ma per il resto era poco più che un elemento decorativo nel dramma presentato dal tenore e dal baritono. Come contemporanea di Callas, Olivero, Rysanek, Varnay e Mödl e influenzata da molti grandi direttori d'orchestra e registi degli anni cinquanta, si rese conto che una bellissima voce da sola non fa un'opera, ma che il canto deve emanare dal personaggio che viene ritratto.